# Пате (Одеса)
«Пате́» (Одеський філіал, або «Браття Пате́») — філіал відомої Французької кіностудії Pathé який був відкритий в місті Одеса між 1908-1909 роками майже одночасно з Московським філіалом «Браття Пате». 

## Фільми
«Чи не час, Пантелею, посоромитись людей» (1908)
«Єврейські куплети» (1909)
«Жидівка-вихрестка» (1911)